# 肯尼思·安格
肯尼思·安格（英語：Kenneth Anger；1927年2月3日—2023年5月11日）是一名美国先锋电影制片人、演员、作家。他主要制作同性恋和神秘学主题的超现实主义短片。除去制作电影之外，他也以创作《好莱坞巴比伦》出名。